# 자살 (마네)
자살(프랑스어: Le Suicidé)은 1877년~1881년경에 그려진 에두아르 마네의 소형 유화 작품이다. 그림 속 화풍이 마네의 어느 활동기에 해당되는지 명확히 밝혀지지 않아 학계의 연구가 충분히 이뤄지지 못한 작품이기도 하다.

## 상세
이 그림은 어떤 방의 한 남자가 스스로를 쏜 뒤 총을 손에 쥐고 침대에 구부정하게 누워 있는 모습을 소재로 삼고 있다. 그림 속에 어떤 사연이 있는지도, 남자의 선택이 옳다 그르다에 관한 도덕적 경향도 거의 담지 않음으로써, 과거에 그려졌던 자살 소재 작품의 덫을 없앴다는 평가다. 울리케 일그 (Ulrike Ilg)는 이 그림이 귀스타브 쿠르베의 사실주의와 연관이 있다고 보았는데, 특히 쿠르베가 새로운 예술관을 채택하면서 그렸던 《오르낭의 매장》 (1849년~1850년)에도 죽음 관련 묘사를 사용했다는 점을 지적했다.
《자살》에서 드러난 사실주의 화풍을 근거삼아 실제 자살 현장을 화폭에 담았다는 추정도 있지만 그것이 사실인지 밝혀진 바는 없다. 그림이 그려지기 10년 전 화실에서 자살했던 마네의 조수를 그렸다는 설, 프랑스 소설가 에밀 졸라의 1866년작 《작품》에서 묘사되는 화가의 자살을 그렸다는 설이 존재한다.
그림 속 마네의 묘사방식은 자살에 대한 묘사가 역사화에서만 어울린다는 기존의 통념에서 벗어나려는 마네 본인의 의지에 따른 것으로 풀이된다. 역사화에서는 누군가의 희생이나 이상화, 영웅화된 서사 내에 죽음과 자살이란 소재를 배치하는 경우가 많다. 프랑스 화가 중에는 자크루이 다비드의 《소크라테스의 죽음》 (1787년)을 예로 들 수 있는데 고대 그리스 철학자 소크라테스가 추방 대신 자살을 택한 순간을 묘사하고 있다. 그러나 마네의 그림에는 거창한 뒷이야기를 담고 있지 않으며, 명확한 시간대나 장소, 주인공이 누구인가도 제시하지 않고 있다. 그림의 묘사 면에서도 신중하게 양식화 되어있기보다는 단순한 구성을 취하고 있다. 이러한 전통에서의 이탈은 당대 평론계에서는 논란의 여지가 있었을 것으로 보인다.

## 같이 보기
- 에두아르 마네의 작품 목록